# Pijali Paša
Pijali Paša či Piali Paša (asi 1515 Viganj Raguská republika – 21. ledna 1578 Konstantinopol Osmanská říše) byl osmanský admirál a vojevůdce, jeden z nejúspěšnějších osmanských námořních velitelů. V letech 1554-1567 byl kapudanem pašou (tj. velkoadmirálem, velitelem loďstva) osmanské říše. Je první turecký admirál, který byl jmenován vezírem.

## Život
Pijali Paša byl Chorvat z ševcovské rodiny v rybářské osadě Viganj na poloostrově Pelješac. V jedenácti letech byl odveden k janičářům a po několikaletém výcviku a poturčení ho vybrali jako jednoho z nejtalentovanějších žáků do palácové školy Enderun, která představovala odrazový můstek k nejvyšším postům.
V roce 1554 dobyl Elbu a Korsiku, v květnu 1560 v bitvě u Džerby rozdrtil spojenou flotilu katolických středomořských mocností v čele se Španělskem. Po tomto velkém vítězství se oženil se Sulejmanovou vnučkou Sultanou Gevher Han, dcerou prince Selima.
V roce 1563 dobyl Neapol a předal ji Francouzům, s nimiž osmanská říše uzavřela tajnou alianci. V roce 1565 asistoval Mustafu Pašovi při neúspěšném obléhání Malty, na jejímž přežití se podílely i jeho osobní hrubé chyby a neúspěchy. Pošramocenou pověst si napravil o rok později, když obsadil Chios.
V roce 1568 se stal vezírem a přestal být činný v loďstvu, ovšem v roce 1571 se k němu vrátil, když dostal za úkol je znovu vybudovat po drtivé porážce od Lepanta. Poslední velká námořní operace, které se zúčastnil, byla výprava do Apulie v roce 1573.
Zemřel 21. ledna 1578 na onemocnění močových cest a byl pohřben v konstantinopolské mešitě, která byla po něm pojmenována a postavil ji jeden z nejlepších osmanských architektů Mimar Sinan.
Jeho jméno neslo vícero tureckých válečných lodí.